# Combinata nordica ai XXI Giochi olimpici invernali
Nella combinata nordica ai XXI Giochi olimpici invernali furono disputate tre gare, riservate agli atleti di sesso maschile: due gare individuali, dal trampolino normale e dal trampolino lungo, e la gara a squadre.
Rispetto all'edizione precedente furono introdotte alcune novità nel programma, in parte già sperimentate ai Mondiali dell'anno precedente: fu modificata la distanza della frazione di fondo dell'individuale dal trampolino normale, portata da 15 km a 10 km, e inoltre la gara sprint dal trampolino lungo fu sostituita da un'altra gara individuale, sempre di 10 km ma con salto dal trampolino lungo.

## Risultati

### Trampolino normale
Presero il via 45 atleti e la prima prova disputata, il 14 febbraio, fu quella di salto. Sul trampolino K95 del Whistler Olympic Park Ski Jumps dalle ore 10:00 si effettuò un solo salto, con valutazione della distanza e dello stile. S'impose il finlandese Janne Ryynänen davanti allo statunitense Todd Lodwick, all'austriaco Christoph Bieler, all'altro statunitense Johnny Spillane, al francese Jason Lamy-Chappuis e all'italiano Alessandro Pittin. Lo stesso giorno, dalle ore 13:45, si corse la 10 km di sci di fondo nella formula a inseguimento a tecnica libera, sul percorso che si snodava nel Whistler Olympic Park con un dislivello massimo di 40 m; gli autori delle tre migliori prestazioni (il norvegese Magnus Moan, l'austriaco Felix Gottwald e lo statunitense Bill Demong) non riuscirono a colmare il divario accumulato nella gara di salto e a competere per le medaglie, che così furono assegnate a Lamy-Chappuis, Spillane e Pittin, rispettivamente quinto, sesto e quarto nella frazione di fondo.
| Posizione | Atleta              | Nazione     | Tempo    |
| --------- | ------------------- | ----------- | -------- |
| 1         | Jason Lamy-Chappuis | Francia     | 25:47,1  |
| 2         | Johnny Spillane     | Stati Uniti | + 0:00,4 |
| 3         | Alessandro Pittin   | Italia      | + 0:00,8 |
| 4         | Todd Lodwick        | Stati Uniti | + 0:01,5 |
| 5         | Mario Stecher       | Austria     | + 0:13,6 |
| 6         | Bill Demong         | Stati Uniti | + 0:17,9 |
| 7         | Norihito Kobayashi  | Giappone    | + 0:21,9 |
| 8         | Anssi Koivuranta    | Finlandia   | + 0:29,8 |
| 9         | Magnus Moan         | Norvegia    | + 0:35,6 |
| 10        | Eric Frenzel        | Germania    | + 0:36,1 |

### Trampolino lungo
Presero il via 46 atleti e la prima prova disputata, il 25 febbraio, fu quella di salto. Sul trampolino K125 del Whistler Olympic Park Ski Jumps dalle ore 11:00 si effettuò un solo salto, con valutazione della distanza e dello stile. S'impose l'austriaco Bernhard Gruber davanti allo statunitense Johnny Spillane e al finlandese Janne Ryynänen; sesto si classificò l'altro statunitense Bill Demong. Lo stesso giorno, dalle ore 14:00, si corse la 10 km di sci di fondo nella formula a inseguimento a tecnica libera, sul percorso che si snodava nel Whistler Olympic Park con un dislivello massimo di 40 m; gli autori della migliore e della terza prestazione (l'austriaco Felix Gottwald e il norvegese Magnus Moan) non riuscirono a colmare il divario accumulato nella gara di salto e a competere per le medaglie, che così furono assegnate a Demong, Spillane e Gruber, rispettivamente secondo, settimo e diciannovesimo nella frazione di fondo.
| Posizione | Atleta            | Nazione     | Tempo    |
| --------- | ----------------- | ----------- | -------- |
| 1         | Bill Demong       | Stati Uniti | 24:32,9  |
| 2         | Johnny Spillane   | Stati Uniti | + 0:04,0 |
| 3         | Bernhard Gruber   | Austria     | + 0:10,8 |
| 4         | Hannu Manninen    | Finlandia   | + 0:33,1 |
| 5         | Pavel Churavý     | Rep. Ceca   | + 0:34,0 |
| 6         | Petter Tande      | Norvegia    | + 0:38,3 |
| 7         | Alessandro Pittin | Italia      | + 0:40,7 |
| 8         | Mario Stecher     | Austria     | + 0:48,2 |
| 9         | Akito Watabe      | Giappone    | + 0:48,8 |
| 10        | Christoph Bieler  | Austria     | + 0:48,8 |

### Gara a squadre
Presero il via 10 squadre nazionali e la prima prova disputata, il 23 febbraio, fu quella di salto. Sul trampolino K125 del Whistler Olympic Park Ski Jumps dalle ore 10:00 s'impose la Finlandia davanti agli Stati Uniti e all'Austria; sesta si classificò la Germania. Lo stesso giorno, dalle ore 14:00, si corse la staffetta 4x5 km di sci di fondo a tecnica libera, sul percorso che si snodava nel Whistler Olympic Park con un dislivello massimo di 40 m; l'Austria marcò il miglior tempo e ottenne l'oro, mentre la Germania, seconda, risalì fino al bronzo. Terza fu la Francia, che non riuscì a colmare il divario accumulato nella prima prova, mentre gli Stati Uniti con il quarto tempo confermarono la seconda posizione.
| Posizione | Nazione     | Atleti                                                               | Tempo    |
| --------- | ----------- | -------------------------------------------------------------------- | -------- |
| 1         | Austria     | Bernhard Gruber David Kreiner Felix Gottwald Mario Stecher           | 49:31,6  |
| 2         | Stati Uniti | Brett Camerota Todd Lodwick Johnny Spillane Bill Demong              | + 0:05,2 |
| 3         | Germania    | Johannes Rydzek Tino Edelmann Eric Frenzel Björn Kircheisen          | + 0:19,5 |
| 4         | Francia     | Maxime Laheurte François Braud Sébastien Lacroix Jason Lamy-Chappuis | + 0:39,8 |
| 5         | Norvegia    | Jan Schmid Espen Rian Petter Tande Magnus Moan                       | + 0:54,3 |
| 6         | Giappone    | Taihei Katō Daito Takahashi Akito Watabe Norihito Kobayashi          | + 1:14,2 |
| 7         | Finlandia   | Janne Ryynänen Jaakko Tallus Anssi Koivuranta Hannu Manninen         | + 2:21,5 |
| 8         | Rep. Ceca   | Aleš Vodseďálek Miroslav Dvořák Tomáš Slavík Pavel Churavý           | + 3:18,6 |
| 9         | Svizzera    | Seppi Hurschler Tim Hug Tommy Schmid Ronny Heer                      | + 4:18,2 |
| 10        | Italia      | Alessandro Pittin Giuseppe Michielli Lukas Runggaldier Armin Bauer   | + 4:42,9 |

## Medagliere
| Posizione | Paese       |   |   |   | Totale |
| --------- | ----------- | - | - | - | ------ |
| 1         | Stati Uniti | 1 | 3 | 0 | 4      |
| 2         | Austria     | 1 | 0 | 1 | 2      |
| 3         | Francia     | 1 | 0 | 0 | 1      |
| 4         | Germania    | 0 | 0 | 1 | 1      |
| 4         | Italia      | 0 | 0 | 1 | 1      |
| Totale    | Totale      | 3 | 3 | 3 | 9      |